# Roxanne Douville
Roxanne Douville  (née le 23 mai 1991 à Beloeil en Montérégie dans la province de Québec au Canada) est une joueuse de hockey sur glace canadienne. Elle évolue au poste de gardienne de but pour l'équipe nationale du Canada des moins de 22 ans et pour le club des Catamounts de l'Université du Vermont dans la conférence Hockey East de la ligue américaine du championnat universitaire NCAA.

## Biographie

### Ligue de hockey féminin collégial AA
Roxanne Douville joue deux saisons avec les Lynx du Collège Édouard-Montpetit. Sa performance comme gardienne de but aide son équipe à créer la surprise en 2008-2009 et à vaincre en finale les championnes en titre, les Blues du Collège Dawson. Douville obtient une moyenne de 2,63 buts accordés en 21 matchs joués et est nommée dans la première équipe d'étoiles de la Ligue de hockey féminin collégial AA,.
En 2009-2010, Douville obtient la meilleure moyenne des gardiennes de but avec 1,23 en 21 matchs joués. Elle conduit les Lynx à la conquête du championnat de saison et à un deuxième titre de finale collégiale. Elle est élue la meilleure gardienne de but du circuit collégial et nommée de nouveau dans la première équipe d'étoiles,. Elle reçoit une bourse des Canadiens de Montréal, équipe de la Ligue nationale de hockey, et de la Fondation de l'athlète d'excellence du Québec.

### NCAA
Plusieurs universités américaines et canadiennes tentent de recruter Douville pour leur équipe de hockey respective. L'Université du Vermont (UVM) lui offre une bourse d'études pour l'aider à étudier en vue de l'obtention d'une licence en éducation physique et Douville accepte l'offre de l'UVM.
À sa première saison au hockey féminin universitaire en 2010-2011, Douville obtient le poste régulier de gardienne de but des Catamounts du Vermont. Elle effectue 200 arrêts dans le mois de novembre 2010 et enregistré 30 arrêts par match quatre fois dans ce mois. Douville est nommé Rookie Pro Ambitions de la semaine trois fois dans la Hockey East,,. Elle établit un nouveau record pour le temps de blanchissage : 164 minutes et 13 secondes en février 2011. Elle obtient ce record en blanchissages lors des victoires consécutives des Catamounts contre les Friars de Providence et les Black Bears du Maine. À la fin de la saison, Douville possède une moyenne de 1,91 en 22 matchs. Elle est élue sur l'équipe d'étoiles des recrues de l'année et nommée sur le 2010-11 Hockey East All Academic Team. De plus elle est nommée meilleure joueuse de l'équipe de son université.

## Sélection nationale
En 2007-2008, Douville joue pour l'équipe du Québec moins de 18 ans (U18) avant de faire ses débuts en 2008 avec la sélection nationale du Canada des moins de 18 ans. Elle est l'une des quatre joueuses du Québec, (avec Mélodie Daoust , Laurie Kingsbury (en) et Marie-Philip Poulin), qui représentent le Canada aux championnats mondiaux féminin des moins de 18 ans tenus en janvier 2009 à Füssen en Allemagne. Sa bonne performance dans les buts permet à l'équipe canadienne de remporter la médaille d'argent. Trois prix lui sont remis : elle est désignée joueuse la plus utile des Championnats mondiaux 2009, la joueuse de la finale du tournoi et la meilleure joueuse de l'Équipe Canada (prix partagé avec deux autres joueuses)
En décembre 2010, elle est choisie par Hockey Canada pour la sélection nationale du Canada des moins de 22 ans en préparation pour la Coupe MLP 2011 (en) tenue en janvier 2011 à Kreuzlingen en Suisse. Douville remplace la gardienne Amanda Mazzotta qui est blessée et elle garde les filets durant deux des matchs du tournoi international. Elle effectue 24 arrêts en deux matchs, réalisant deux blanchissages consécutifs, contre l'Allemagne et la Russie. La sélection canadienne termine le tournoi avec une fiche parfaite de quatre victoires en quatre matchs et remporte la médaille d'or.

## Statistiques

### Saisons en club
| Saison  | Équipe                            | Ligue   |    | PJ   | Min | V  | D | N    | Moy |
| 2008-09 | Lynx du Collège Édouard-Montpetit | LHFC AA | 16 | 1003 | 12  | 4  | 0 | 2,63 |     |
| 2009-10 | Lynx du Collège Édouard-Montpetit | LHFC AA | 17 | 1025 | 15  | 2  | 0 | 1,23 |     |
| 2010-11 | Catamounts du Vermont             | NCAA    | 22 | 1349 | 5   | 11 | 6 | 1,91 |     |
| 2011-12 | Catamounts du Vermont             | NCAA    |    |      |     |    |   |      |     |

### Statistiques en sélection nationales
| Saison | Évènement                            |   | PJ  | Min | V | D | N    | Moy |
| 2007   | Championnat National U18             | 4 | 240 | 3   | 1 | 0 | 1,75 |     |
| 2008   | Championnat National U18             | 4 | 267 | 3   | 1 | 0 | 2,47 |     |
| 2008   | Canada vs USA (U18)                  | 2 | 91  | 1   | 1 | 0 | 2,63 |     |
| 2009   | Championnat du monde moins de 18 ans | 3 | 187 | 2   | 1 | 0 | 1,28 |     |
| 2011   | Coupe MLP (U22)                      | 2 | 120 | 2   | 0 | 0 | 0,00 |     |

## Honneurs et distinctions individuelles

### Palmarès international
- Médaille d'argent  aux Championnats mondiaux féminins des moins de 18 ans de 2009
- Nommée joueuse la plus utile aux Championnats mondiaux féminin des moins de 18 ans, joueuse du match de la finale et meilleure joueuse de l'Équipe Canada
- Médaille d'or  au tournoi de la Coupe MLP 2011

### Palmarès national
- Médaille d'argent  aux Championnats nationaux canadiens des moins de 18 ans 2007
- Médaille d'argent  aux Championnats nationaux canadiens des moins de 18 ans 2008

### Palmarès en club
- Meilleure gardienne de but collégiale AA en 2009-10
- Élue sur la premiere équipe d'étoiles collégiale AA en 2008-09 et en 2009-10
- Élue sur le 2010-11 Hockey East All-Rookie team de la NCAA
- Élue sur le 2010-11 Hockey East All Academic Team de la NCAA
- Nommée la joueuse de hockey MVP des Catamounts du Vermont de la saison 2010-11